# Projekt Qattara-Senke

Karte der Qattara-Senke mit den Wasserwegen.
Alle geplanten Routen für Tunnel und/oder Kanäle vom Mittelmeer zur Qattara-Senke

Das Projekt Qattara-Senke ist ein Konzept für ein bedeutendes Tiefbau- bzw. Wasserbauprojekt in Ägypten, das mit dem Assuan-Staudamm konkurriert. Dabei soll die Qattara-Senke so ausgebaut werden, dass sie geflutet werden kann. Die Senke liegt unter dem Meeresspiegel und ist derzeit eine große Wüste. Indem man die Region und das Mittelmeer durch Tunnel oder Kanäle miteinander verbindet, könnte Salzwasser dorthin gelangen. Aufgrund des Wüstenklimas würde das Wasser dort schnell verdunsten. Wenn das Einfließen und das Verdunsten von Wasser ausgeglichen werden kann, gäbe es dort ein kontinuierliches Fließen. Damit kann Hydroenergie erzeugt werden. Es kann ein hypersaliner See oder eine Salzpfanne entstehen, da das Wasser verdunstet und das Salz zurücklässt.
Die Pläne sehen den Bau eines langen Tunnels oder Kanals mit einer Länge von ungefähr 55 km vor. Ein anderer Plan sieht eine Pipeline von 320 km Länge vor, die bei Rosetta Süßwasser aus dem Nil einspeist. Zum Vergleich, der Suezkanal ist 193 km lang. Wenn man das Verdunsten durch einfließendes Wasser ausgleicht, kann der Spiegel des Sees konstant gehalten werden. Geplante Höhen sind 70, 60, 50 und 20 Meter unter dem Meeresspiegel.
Pläne, dort elektrische Energie zu gewinnen, gehen auf das Jahr 1912 und den Berliner Geografieprofessor Albrecht Penck zurück. 1957 präsentierte die CIA dem US-Präsidenten Dwight Eisenhower den Plan, dass durch Fluten der Qattara-Senke im Nahen Osten Frieden erreicht werden kann. Laut CIA gab es folgende vier Vorteile:
- Es wäre „spektakulär und friedlich“.
- Es würde „das Klima in den kommenden Jahren wesentlich verändern“.
- Es würde „während der Bauzeit Arbeitsplätze und nach der Fertigstellung Lebensraum für die Araber aus Palästina bieten“.
- Es würde die Ansicht von Ägyptens Präsident Gamal Abdel Nasser „auf andere Angelegenheiten“ lenken, weil „er einen Weg braucht, um aus dem Schneider der Sowjetunion zu kommen“.

## Ära Ball
Das Thema wurde im Jahr 1927 von John Ball detaillierter diskutiert. Er stellte auch die ersten vorläufigen Berechnungen bezüglich Füllungsrate, Stromerzeugung und Salzgehalt auf.
„Nicht-Ägypter scheinen von der Existenz von Qattara bis zum Ersten Weltkrieg nicht gewusst zu haben. Das Verdienst der ‚Entdeckung‘ gilt Dr. John Ball (1872–1941), englischer Direktor des Survey of Egypt, der 1927 die Vermessung der Senke leitete und der als Erster vorschlug, sie zum Erzeugen von Elektrizität aus Wasserkraft zu nutzen.“

## Ära Bassler
Ab 1964 leitete Friedrich Bassler das internationale Board of Advisers, das für Planung und Finanzierung des Projekts zuständig war. Ab 1975 beriet er außerdem die ägyptische Regierung diesbezüglich. Vom deutschen Bundesministerium für Wirtschaft und Technologie wurde er beauftragt, eine erste Machbarkeitsstudie zu erstellen. Bassler war für fast eine Dekade die treibende Kraft des Projekts. Mitte der 1970er-Jahre arbeitete ein Team aus acht hauptsächlich deutschen Wissenschaftlern und Technikern an dem Plan, das erste Wasser-Solar-Kraftwerk zu bauen. Die erste Bassler-Studie von 1973 brachte die ägyptische Regierung dazu, selbst eine Studie in Auftrag zu geben. Daher entschied diese 1975, dass Bassler und eine Unternehmensgruppe namens Joint Venture Qattara eine Machbarkeitsstudie leiten sollten.
Das Konzept des Projekts war: Salzwasser aus dem Mittelmeer sollte durch einen Tunnel oder Kanal in die Qattara-Senke geleitet werden, die unterhalb des Meeresspiegels liegt. Das Wasser würde dabei durch Druckrohrleitungen geleitet, um Elektrizität zu erzeugen. In der Senke würde das Wasser aufgrund des heißen und trockenen Wetters schnell verdunsten. Dadurch könnte weiteres Wasser in die Senke geleitet werden und somit kontinuierlich Strom erzeugt werden. Ein 60 m tiefer Kanal würde das Mittelmeer mit der Senke verbinden. Dieser würde nicht nur Wasser transportieren, sondern auch als Schifffahrtsroute zum Qattara-See mit Hafen und Fischgründen in der Senke dienen. Das Wasser in der Senke hätte damit eine Höhe von 60 m unter dem Meeresspiegel und es würde zehn Jahre dauern es bis zu dieser Höhe aufzufüllen. Danach würde das einfließende Wasser das verdunstende ausgleichen, sodass die Höhe des Sees sich nicht mehr verändert. In der ersten Phase des Projekts könnte das Kraftwerk Qattara 1,67 GW erzeugen. In der zweiten Phase wären es zusätzliche 1,2 GW. Ein Pumpspeicherwerk würde die maximale Kapazität um 4 GW anheben, sodass insgesamt etwa 6,8 GW erzeugt werden könnten.
Das Hauptproblem des Projekts war die Wasserversorgung in der Senke. Laut Berechnungen wäre der Bau eines Kanals oder Tunnels zu teuer. Bassler entschied, Nuklearexplosionen zum Ausheben des Kanals zu nutzen. Hierzu bräuchte man genau 213 Bohrlöcher mit Explosionen von je 1,5 Megatonnen. Das entspricht einer Sprengkraft von je 100 Hiroshima-Atombomben. Außerdem müssten mindestens 25.000 Personen umgesiedelt werden. Weitere Probleme gab es mit dem tektonisch instabilen Red Sea Rift, das nur 450 km von den geplanten Explosionen entfernt ist, und mit einer möglichen Versalzung des Grundwassers, das für die Oasen Bahariyya und Siwa von Bedeutung ist.
Eine weitere Gefahr war die Küstenerosion, weil Meeresströmungen sich ändern könnten. Außerdem müssten viele nicht explodierte Minen aus dem Zweiten Weltkrieg entfernt werden. Aufgrund dieser Probleme verwarf die ägyptische Regierung diesen Plan und die Beteiligten gaben das Projekt auf.

## Erneutes Interesse
Wissenschaftler erforschen weiterhin die Durchführbarkeit eines solchen Projekts, um ökonomische, Bevölkerungs- und ökologische Schwierigkeiten in der Region zu bewältigen. 2011 entstand dabei der Vorschlag, einen Kanal vom Nil zu bauen. Umgesetzt wurden diese Pläne jedoch nicht.
EGIT Consulting (Egyptian Group for International Trade and Consulting) wurde im April 2023 von Elite Capital für eine weitere Machbarkeitsstudie beauftragt. 2024 schätze man den Bau eines 55 km langen Kanals vom Mittelmeer zu Qattara-Senke auf etwa 1,8 Milliarden Euro.